# Амстердамсхевелд
Амстердамсхевелд (нід. Amsterdamscheveld) — селище в нідерландській провінції Дренте. Входить до муніципалітету Еммен.
Його площа становить 0,56 км², а населення станом на 2021 рік складало 200 осіб.